# 伊帕内
伊帕内（西班牙語：Ypané）為巴拉圭中央省的城市，距离首都亚松森27公里。

## 气候
该地为典型的热带气候，年降水量达1433 mm 。